# Rode springaap
De rode springaap of rode titi (Plecturocebus cupreus) is een zoogdier uit de familie van de sakiachtigen (Pitheciidae). De wetenschappelijke naam van de soort werd voor het eerst geldig gepubliceerd door Johann Baptist von Spix in 1823.

## Voorkomen
De soort komt voor in Peru en Brazilië.